# João Wilkes Rebouças Chagas Júnior
João Wilkes Rebouças Chagas Júnior, CCSh (10 de abril de 1974, Fortaleza, Ceará) é um sacerdote católico brasileiro, missionário da Comunidade Católica Shalom (CCSh). Foi responsável pelo Setor Juventude do Dicastério para os Leigos, a Família e a Vida de 2013 a 2024 e chefe de departamento do mesmo dicastério entre 2022 e 2024, coordenando a pastoral juvenil global e eventos como as Jornadas Mundiais da Juventude (JMJ). Desde dezembro de 2024, atua como Assessor do Conselho Nacional do Laicato do Brasil – Regional Nordeste 1, no Ceará. É autor de obras teológicas sobre o carisma Shalom, com foco no amor esponsal.

## Vocação
João Chagas nasceu em Fortaleza, Ceará, em 10 de abril de 1974. Aos 16 anos, em 1991, ingressou na Comunidade Católica Shalom (CCSh), inicialmente como membro da Comunidade de Aliança e, posteriormente, da Comunidade de Vida. Estudou Filosofia na Faculdade Católica de Fortaleza e Teologia em Roma, com os dominicanos, concluindo mestrado e doutorado em Teologia Espiritual no Pontifício Instituto Teresianum. Foi ordenado sacerdote em 21 de dezembro de 2001, na Arquidiocese de Fortaleza, por Dom José Antônio Aparecido Tosi Marques, abraçando o carisma Shalom como fundamento de seu ministério.
Entre 2001 e 2011, coordenou o escritório internacional da CCSh em Roma, liderando missões em países como Madagascar, Chile, Canadá e Ásia. De 2007 a 2011, foi pároco da Paróquia de Santa Ana, em Pian Paradiso, diocese de Civita Castellana, Itália, e colaborou no Centro Internacional Juvenil San Lorenzo, em Roma.

## Carreira no Vaticano
Em 2011, Padre João foi convidado a integrar o então Pontifício Conselho para os Leigos, contribuindo para a organização das Jornadas Mundiais da Juventude em Madrid (2011) e Rio de Janeiro (2013). Em 22 de outubro de 2013, assumiu a responsabilidade pelo Setor Juventude, cargo que ocupou até fevereiro de 2024. Coordenou as JMJs em Cracóvia (2016), Panamá (2019) e Lisboa (2023), além do Sínodo dos Jovens de 2018, promovendo a sinodalidade e o protagonismo juvenil. Em 2022, foi nomeado chefe de departamento no Dicastério para os Leigos, a Família e a Vida pelo Papa Francisco.
Sua atuação envolveu diálogo com conferências episcopais e movimentos católicos, inspirando-se nas exortações de Papa Francisco, como a Evangelii Gaudium, e no legado de São João Paulo II, idealizador das JMJs. Após 12 anos no Vaticano, retornou ao Brasil em 2024, destacando a criação de uma "rede de amigos" global.

## Retorno ao Brasil
Em dezembro de 2024, Padre João foi nomeado Assessor do Conselho Nacional do Laicato do Brasil – Regional Nordeste 1, abrangendo o estado do Ceará, onde continua sua missão com a CCSh, focada na evangelização de jovens e famílias. Ele atua em Fortaleza, colaborando com a Diaconia Geral, sede da CCSh em Aquiraz, e centros de evangelização locais.

## Contribuições teológicas
Padre João é reconhecido por suas obras sobre o carisma da CCSh, especialmente o amor esponsal, que ele descreve como um dom divino que une a alma a Cristo, inflamado pelo Espírito Santo, com raízes na tradição cristã e na espiritualidade Shalom. Em 2009, publicou Uma obra nova para um novo tempo: A espiritualidade da Comunidade Católica Shalom (Edições Shalom), que explora a origem e a missão da comunidade entre 1980 e 2007. Em 2022, lançou o e-book Vinho novo em odres novos: O amor esponsal na espiritualidade Shalom à luz da Palavra de Deus e da Teologia dos Santos (Parresia), baseado em sua tese de doutorado. A obra analisa o amor esponsal em místicos como Bernardo de Claraval, Francisco de Assis, Teresa de Ávila e João Paulo II, conectando-o à vivência da CCSh.
O lançamento do e-book ocorreu na Diaconia Geral, onde Chagas destacou o amor esponsal como a maior contribuição da CCSh à Igreja, expresso em canções como Belíssimo Esposo e Oferta. Suas pregações, como no Retiro Quaresmal (2024) e no Retiro de Advento (2024), enfatizam a oração e a espiritualidade como fundamentos da evangelização.

## Impacto e legado
Na Comunidade Católica Shalom, a liderança espiritual é exercida de forma colegiada, sem um "principal sacerdote", com diversos presbíteros atuando em frentes missionárias. Padre João destaca-se ao lado de outros sacerdotes notáveis, como Padre Antônio Furtado, conhecido por sua presença nas redes sociais e por concelebrar uma missa com o Papa Francisco em 2015; Padre Saulo Dantas, reconhecido por sua espiritualidade e formação de membros; e Padre Silvio Scopel, assistente local na Arquidiocese de Fortaleza.
Padre João contribuiu para a pastoral juvenil global e para a expansão da CCSh. Sua atuação nas JMJs (Madrid, Rio, Cracóvia, Panamá, Lisboa) e no Sínodo dos Jovens de 2018 fortaleceu o protagonismo juvenil, enquanto suas obras teológicas enriqueceram a espiritualidade do amor esponsal, oferecendo uma resposta às crises de sentido no mundo contemporâneo. Em eventos como o Congresso de Jovens Shalom (2014) e o Fórum Shalom (2015), pregou sobre evangelização e alegria do Evangelho, inspirando milhares de jovens. Sua nomeação na CNBB Nordeste 1 reforça sua influência na evangelização regional.

## Obras

### Livros
| Nome | Observação                                         |
| --- | -------------------------------------------------- |
| Uma obra nova para um novo tempo: A espiritualidade da Comunidade Católica Shalom (2009)                                      | Edições Shalom, baseado em dissertação de mestrado |
| Vinho novo em odres novos: O amor esponsal na espiritualidade Shalom à luz da Palavra de Deus e da Teologia dos Santos (2022) | E-book, Parresia, baseado em tese de doutorado     |